# Hoplitis stellaris
Hoplitis stellaris är en biart som först beskrevs av Warncke 1991.  Hoplitis stellaris ingår i släktet gnagbin, och familjen buksamlarbin. Inga underarter finns listade i Catalogue of Life.